# Femke Wiersma

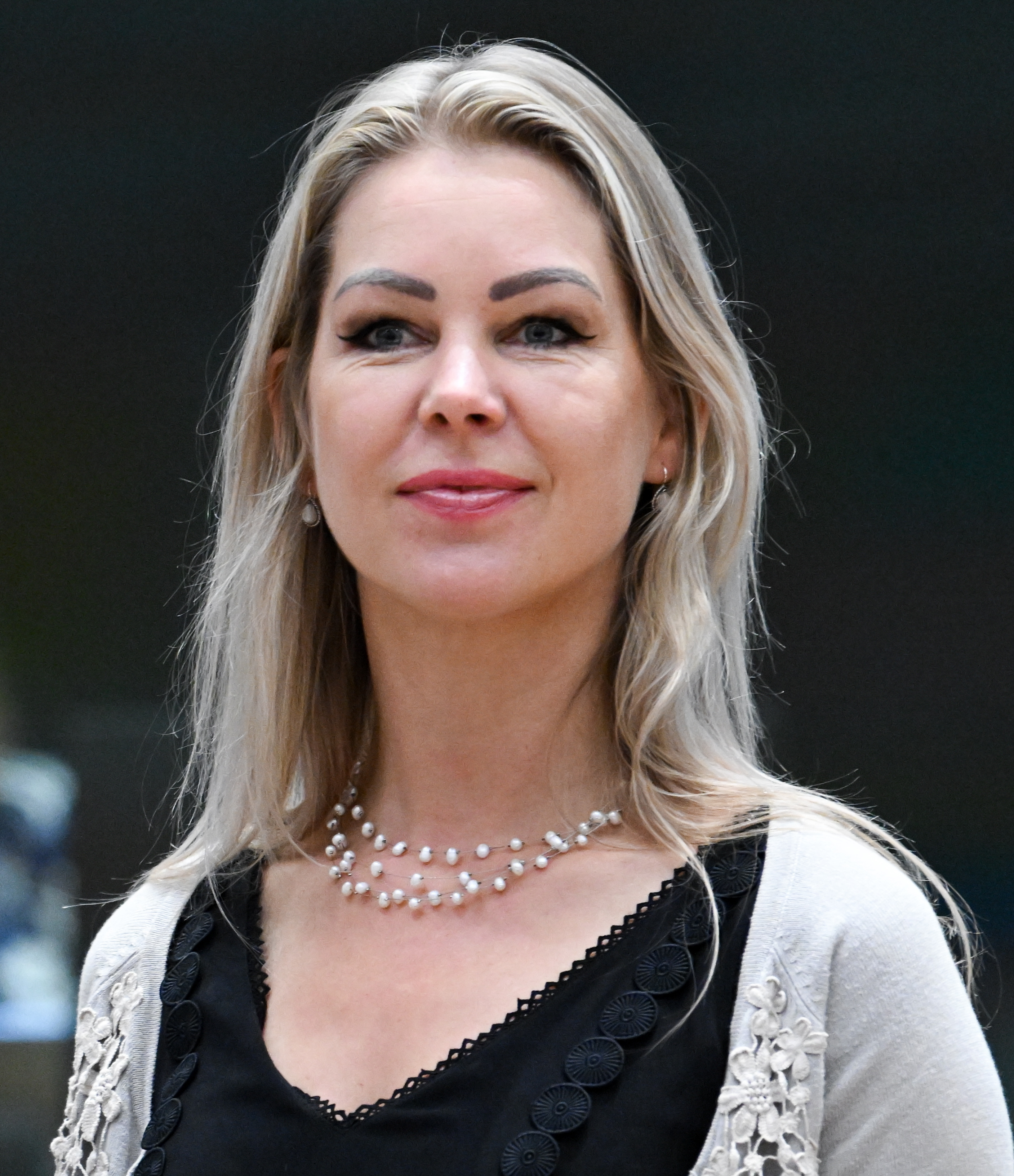
Femke Wiersma (2024)

Femke Marije Wiersma (* 29. Dezember 1984 in Dokkum) ist eine niederländische Agrar-Lobbyistin und Politikerin. Seit dem 2. Juli 2024 ist sie Ministerin für Landwirtschaft, Fischerei, Ernährungssicherheit und Natur im Kabinett Schoof. Zuvor war sie ab dem 19. Juli 2023 Mitglied der Gedeputeerde Staten der Provinz Friesland. Sie ist Mitglied der BoerBurgerBeweging (BBB).

## Leben
Wiersma studierte Sozialarbeit, arbeitete in der Kundendienstabteilung von Essent und für friesische Gemeinden als Beraterin nach dem Sozialhilfegesetz. Durch ihre Heirat mit einem Milchbauern kam sie mit der Milchwirtschaft in Berührung und fand ihren Weg in diesem Sektor. Bis zu ihrer Position als politische Referentin für die BBB-Fraktion war Wiersma vier Jahre bis 2019 politische Beraterin beim niederländischen Milchbauernverband, der unter anderem auch Eigentümer von FrieslandCampina ist.

## Politische Karriere
Wiersma ist BBB-Gründungsmitglied und Mitglied des Parteivorstands. Bei den Parlamentswahlen für Friesland 2021 belegte Wiersma den zweiten Platz auf der BBB-Kandidatenliste hinter der Parteivorsitzenden Caroline van der Plas und erhielt 25.588 Stimmen. Bei den Parlamentswahlen vom 16. März 2023 gewann BBB vierzehn Sitze in Friesland und Wiersma erhielt 8.206 Stimmen. Sie war außerdem Direktorin der IPO (Interprovinciaal Overleg) und Vorsitzende des administrativen Beratungsausschusses für ländliche Gebiete. Am 13. Juli 2023 wurde der Koalitionsvertrag der BBB mit der CDA, der ChristenUnie und der Fryske Nasjonale Partij vorgestellt; Wiersma war als Mitglied der Gedeputeerde Staten unter anderem für Landwirtschaft, ländliche Gebiete, Sport und Kulturerbe zuständig.
Am 2. Juli 2024 wurde Wiersma zur Ministerin für Landwirtschaft, Fischerei, Ernährungssicherheit und Natur ernannt. Den Amtseid legte sie auf Friesisch ab.

## Persönliches
Wiersma, die in Holwert lebt, ist eine ehemalige Teilnehmerin der niederländischen Version von Bauer sucht Frau (2010), wo sie ihren Ehemann und Vater dreier ihrer Kinder kennenlernte. Nach ihrer Trennung 2019 ist sie alleinerziehende Mutter von vier Kindern.